# ジャンニ・ムナーリ
ジャンニ・ムナーリ（Gianni Munari、1983年6月24日 - ）は、イタリア・エミリア＝ロマーニャ州サッスオーロ出身の元サッカー選手。現役時代のポジションはMF。

## 略歴
大柄なミッドフィールダー。その身長を活かしてセットプレーから得点を奪うこともしばしば。強烈なミドルシュートも持ち味である。
USサッスオーロ・カルチョの下部組織で育ち、2001年にデビュー。2003年以降、ジュリアノーヴァ・カルチョ、USトリエスティーナ・カルチョ、エラス・ヴェローナFCとセリエBのクラブを渡り歩き、2006年にセリエA・USチッタ・ディ・パレルモに移籍した。しかし、リーグ戦に1試合も出られないまま半年後にUSレッチェに期限付き移籍した。シーズン終了後も共同保有でレッチェに残ることになり、以後5年間をレッチェで過ごした。2011年6月に入札によってパレルモが買い取ったが、契約期間が残り1年間である事も相俟って構想外となった。7月、ACFフィオレンティーナに移籍し、3年契約を結んだものの、2012年1月にはセリエBのUCサンプドリアへ移籍した。2013年7月、パルマFCに加入することが発表された。2014年8月にはワトフォードFCに期限付き移籍することが決定し初の国外リーグへの挑戦となった。クラブはリーグ2位でシーズンを終え、プレミアリーグ昇格を果たした。
2015年7月29日、セリエBに降格したカリアリ・カルチョに移籍した。契約期間は1年で、クラブが昇格した場合は加えて1年間契約が自動更新される。

## タイトル
レッチェ
- セリエB : 2009-10